# Іллірійська війна 35-33 рр. до н.е
Іллірійська війна 35—33 рр. до н. е. — Походи Октавіана та його полководців проти іллірійських та альпійських племен. Були першою спробою майбутнього імператора зайняти весь східний берег адріатичного моря (сучасні Хорватія, Боснія та Чорногорія) Ці кампанії розпочали тривалу серію завойовницьких походів Октавіана Августа.

## Причини війни
Римляни оволоділи значною частиною узбережжя Іллірії в ході ряду військових кампаній в III—I століттях до н. е. Однак, внутрішні райони, так само як і альпійська місцевість на північ і схід від Цизальпінської Галлії, залишалась підконтрольною етнічним групам іллірійців. Крім того, контроль над узбережжям Далмації був значною мірою втрачений під час громадянських воєн 40-х років до н. е. У міру стабілізації становища в Італії уряд Октавіана повертався до традиційної для Риму експансійної політики.
Дослідники вважають, що Октавіан планував похід проти даків з 40 р. до н. е., однак повстання Секста Помпея яке тривало до 36р до н. е. не давало йому змоги виконати цей план, але після підкорення Сицилії та приєднання військ Лепіда у нього було 45 легіонів, 40 тис. легкої піхоти та 25 тис. кінноти. Ці війська були частково демобілізовані, а ті, що залишилися, потребували постійного грошового забезпечення. Утримувати велику армію в умовах розореної громадянською війною країною не було можливим, тому завойовницький похід, в якому війська могли б годуватися за рахунок підкорених народів, ставав необхідним як ніколи.

## Кампанії

### Кампанія 35 року до н. е.
Для нападу на даків потрібно було підготувати хороший плацдарм, для цієї ролі найбільше підходила фортеця Сегестика, розташована біля злиття річок Сави і Колапіса. Початковою наступальною точкою була фортеця Сенія (Сень) на далматинському узбережжі. Октавіан з армією прибув туди з Тергеста, Агріппа з флотом та частиною армії — з Сицилії. Загальна чисельність сухопутної армії оцінюється приблизно у 10 легіонів (від 8 до 12). Кораблі Агріппи провели операції біля узбережжя, розгромивши та покаравши (вбивши чоловіків а решту продавши в рабство) лібурнів, які займались піратством.
Об'єднавшись біля Сенії, римські війська вирушили на північний схід, у землі Яподів. З племен, що жили на рівнині і в передгір'ях майже усі підкорилися римлянам, а найсильніше плем'я — арупіни — зібралося у своєму головному місті та готувалось до оборони, але потім з невідомих причин втекло до лісів та здало місто. Підкорення альпійських племен яподів, що жили на північ від Альп було важким завданням. Для їх підкорення був направлений легат Гай Антистій Вет, який за допомогою військової стратегії захопив гірські проходи, а потім протягом двох років тримав у облозі салаське плем'я, поки ті не здалися і не впустили римські гарнізони.
Проти яподів виступив Октавіан із основними силами. Йти було дуже важко, адже дорога була всіяна крутими схилами і скелястими ущелинами, в яких яподи робили завали з дерев і влаштовували засідки. Щоб впоратися з ними, Октавіан послав спеціальні загони, які рухалися з обох боків ущелини, паралельно основним силам, які внизу прорубувалися крізь ліси. Коли яподи проводили напади із засідок, легка піхота розбивала їх зверху. Захопивши місто Терпон, Октавіан рушив до столиці яподів Метулу.

#### Облога Метула та Сегестики
Метул розташовувався на горі покритій густим лісом, серед двох вершин які були розділені вузькою ущелиною. Фортецю обороняло близько трьох тисяч добре озброєних воїнів. Римляни почали будувати насип, натомість захисники не давали їм зробити це швидко своїми частими вилазками та обстрілами з важких машин, які вони захопили під час війни Децима Брута з Антонієм. Коли римляни таки зруйнували стіну їх чекала інша, яку яподи збудували всередині міста. Легіонери звели для штурму цієї стіни два насипи, з яких перекинули на неї чотири штурмові мости. Потім невеликий загін був спрямований в обхід міста, щоб розділити захисників, а основні сили пішли мостами на штурм. Яподам вдалося обрушити один за одним три мости, після чого на четвертий ніхто не наважувався навіть ступити. Октавіан, схопивши щит, кинувся на міст разом з Агріппою та кількома охоронцями. Коли вони добігли до ворожої стіни, решта війська рушила за ними, але міст не витримав і впав, вбивши і покалічивши багато людей. Октавіан був поранений у праву ногу та обидві руки, однак, показався перед військами, щоб серед них не виникло паніки.
Октавіан наказав будувати нові мости. Захисники фортеці були вражені завзятістю римлян та впустили римський гарнізон, для якого звільнили вищу вершину міста, а самі перебралися на нижчу. Коли гарнізон наказав їм роззброїтися, яподи у відчаї пішли на штурм римського укріплення, але були вбиті. Тоді жителі, що залишилися, підпалили місто, «причому багато жінок вбивали себе і своїх дітей, інші ж, тримаючи в руках ще живих, самі з ними кидалися у вогонь». В результаті всі жителі загинули, «і не залишилося жодного сліду колишніх мешканців раніше великого міста». Падіння Метула посіяло страх серед інших заальпійських племен, і вони підкорилися римлянам.
Після взяття Метула римляни вступили до Паннонії. За словами Аппіана, паннонці, що жили між яподами і дарданами, об'єднавшись могли виставити проти римлян близько сотні тисяч вояків, але живучи окремими громадами не могли чинити опір римлянам і переховувались в лісах, вбиваючи солдатів, що відокремилися від війська. Побачивши, що жителі не йдуть йому назустріч, Октавіан вісім днів палив всі поселення, доки не досяг Сискії. Місто було оточене річкою та великим ровом. Октавіан планував створити там табір для наступу на даків та бастарнів. Він наказав побудувати річкову флотилію, яка б підвозила припаси по Саві та Данубію.
Жителям Сискії був поставлений ультиматум прийняти римський гарнізон та забезпечити війська хлібом. Старійшини погодилися на умови, але коли римський загін підійшов до міста, простий народ зачинив ворота і приготувався до оборони. Октавіан побудував міст через річку, а місто оточило валами та ровами. Інші паннонські племена намагалися надати допомогу місту, але їхні загони потрапили в засідки, і були перебиті. Діон Касій повідомляє, що союзники римлян (ймовірно, скордиски) надали Октавіану кораблі, які пройшли з Данубія до Сискії і сформували флотилію, що дала кілька річкових битв варварам, які воювали на малих човнах. В одному з цих боїв був убитий флотоводець Менодор. На тридцятий день облоги фортеця здалася. Октавіан нікого не стратив і не вигнав, обмежився лише контрибуцією. У місті було створено укріплення, в якому розмістили 25 когорт легіонерів, під командуванням Фуфія Геміна.

### Кампанія 34 року до н. е.
У 34 р. до н. е. Стратегічні плани Октавіана кардинально змінились. Дослідники вважають, що погіршення відносин із Марком Антонієм змусило відмовитися від далекого дакійського походу. Октавіан вибрав ближчу, та стратегічно кращу мету — підкорити внутрішні районів Іллірії, що крім розширення території держави та доходів від грабунків, давало йому вихід до кордону з Македонією, яка належала Антонію і давала Октавіану можливість створити зручний плацдарм на випадок війни.
Весною Октавіан виступив проти далматів. Це плем'я, за словами Аппіана, настільки запишалось тим, що у 47 до н. е. розгромило Авла Габінія і захопило орлів легіону, що відтоді не складало зброї. Зібравши 12 тис. війська і обравши вождем якогось Верса, вони укріпились у місті лібурнів Промоне. Крім укріплень, це місто було захищене самою природою, «місце це гористе, і навколо нього з усіх боків знаходяться пагорби з краями, гострими, як пила». Основна частина далматського війська перебувала у місті, але в навколишніх землях було розміщено застави. Раптовим нічним нападом римський загін захопив найвищий з пагорбів, і Октавіан, надавши йому підкріплення, повів основні сили до міста. З захопленої вершини римляни атакували сусідні пагорби які лежали нижче. Серед далматів почалася паніка, і через страх опинитись в римській пастці вони кинули свої позиції і побігли в місто.
Потім Октавіан почав будувати стіну навколо міста та двох пагорбів, які ще були підконтрольні противнику. Вночі на допомогу обложеним далматам підійшло інше військо на чолі з Тестимом, але римляни розбили їх та загнали високо у гори. Обложені зробили невдалу вилазку і тікали в місто, слідом за ними по слідах йшли римляни які увірвалися в місто. Там вони перебили третину ворожого війська, решта замкнулась у цитаделі. Октавіан поставив одну когорту вартувати ворота цитаделі, але на четверту ніч далмати напали на когорту, і легіонери в страху втекли. Вилазка була відбита, і наступного дня цитадель здалася. Октавіан покарав когорту яка втекла провівши децимацію, та стративши окремо двох центуріонів. «А решті він наказав протягом цього літа давати їсти овес замість хліба».
Після цього римляни захопили та спалили місто Синодій, на краю лісу, де далмати влаштували засідку Габінію. Потім Октавіан рушив до Сетовії, спалюючи на шляху всі захоплені селища. Сетовія була обложена. Військо, яке намагалося її деблокувати, було розбите. У цьому бою Октавіан був поранений каменем у коліно і потім довго лікувався. Згодом він повернувся до Риму, залишивши Статилія Тавра закінчувати кампанію цього року.

### Кампанія 33 року до н. е.
Отримавши посаду консула, Октавіан того ж дня передав повноваження Автронію Пету і знову вирушив на війну. Далмати, блоковані, і страждаючі від голоду, здалися і віддали в заручники 700 дітей, а також повернули легіонних орлів. Услід здалися дербани і ще кілька племен. Аппіан пише, що «Цезар підкорив усю Іллірійську землю, як ту, що відпала від римлян, так і ту, яка раніше не була їм підпорядкована», однак уточнює, що укладали з римлянами договори лише ті племена, до яких дійшов Октавіан зі своїм військом. Сенат ухвалив оголосити Октавіану тріумф. Він відсвяткував його після перемоги над Антонієм; перемозі над іллірійцями був присвячений перший день триденного тріумфу 13-15 серпня 29 р. до н. е.

## Результати війни
Наскільки далеко простяглись римські кордони після цієї війни питання спірне. Вважається, що на півночі вони досягли середньої течії Сави. Не виключено, що передові загони досягли нижньої течії Сави, і племена, що жили там, формально визнали владу Риму. Значна частина Іллірії була підпорядкована, хоча внутрішні райони Далмації між Савою та межами Македонії навряд чи були захоплені вже тоді. В альпійському регіоні було взято під контроль важливі перевали та створено плацдарм для наступу на племена Реції та Норика. Почалося освоєння захоплених областей, куди виводилися римські колонії: Пола (Пула), Ядер (Задар), Емона (Любляна), Сискія (Сисак), Нарона та ін. Зі своєї частки іллірійських прибутків Октавіан виділив кошти на будівництво бібліотеки, названої на честь його сестри, і портика Октавії (своєрідний храм).